# Troisième guerre servile
Guerres serviles romaines
La troisième guerre servile, aussi nommée guerre des Gladiateurs ou guerre de Spartacus, fut la dernière d’une série de rébellions d’esclaves contre la République romaine, connues collectivement sous le nom de guerres serviles. La troisième guerre servile dure entre 73 et 71 av. J.-C. Elle fut la seule à menacer directement le cœur romain de l’Italie et fut doublement préoccupante pour les citoyens romains libres en raison des succès répétés contre l’armée romaine d’une troupe d’esclaves rebelles qui augmentait rapidement. La rébellion fut finalement écrasée en 71 av. J.-C., après que toutes les forces militaires furent concentrées dans les mains d’un seul commandant, Marcus Licinius Crassus. Malgré cette victoire, la révolte eut des effets indirects sur la politique romaine durant les années suivantes.
Entre 73 et 71 av. J.-C., des esclaves fugitifs (à l’origine un petit groupe d’environ 70 gladiateurs qui finit par atteindre un nombre de 120 000 hommes, femmes et enfants), se livrèrent au brigandage à travers l'Italie avec une relative impunité sous le commandement de plusieurs chefs, dont le célèbre gladiateur Spartacus. Les adultes en bonne santé de cette troupe s’organisèrent en une efficace force armée qui surprit les autorités en tenant tête aux patrouilles locales de Campanie, à la milice romaine et aux légions de l’armée romaine, entraînées sous commandement consulaire. Plutarque décrivit les actions des esclaves comme une tentative d’échapper à leurs maîtres et de fuir à travers la Gaule cisalpine, alors qu’Appien et Florus ont peint la révolte comme une guerre civile durant laquelle les esclaves élaborèrent une stratégie pour prendre la ville de Rome pour la forcer à les affranchir.
L’inquiétude grandissait au Sénat romain à mesure que s’accumulaient les succès militaires des révoltés et leurs expéditions contre les villes et les campagnes romaines. La République finit par envoyer une armée de huit légions sous le commandement rude et efficace de Marcus Licinus Crassus. Les révoltés furent vaincus en 71 av. J.-C., après une longue et amère retraite combattante face aux légions de Crassus, alors que les légions de Pompée et Marcus Terentius Varro Lucullus se rapprochaient pour encercler les esclaves. Les armées de Spartacus tentèrent alors de lancer toutes leurs forces contre les légions de Crassus mais furent anéanties.
Bien que la guerre de Spartacus ne soit stratégiquement pas notable par son déroulement en lui-même, ses impacts historiques ont été considérables, à commencer par les carrières de Pompée et Crassus. Les deux généraux utilisèrent leur succès dans la répression de la rébellion pour accélérer leur parcours politique, usant de leur popularité et de la pression menaçante de leurs légions pour influencer les élections consulaires de 70 av. J.-C. en leur faveur. Leurs actions comme consuls accélérèrent la subversion des institutions politiques romaines et contribuèrent finalement à la transition de la République romaine vers l’Empire romain. Plus tardivement, à l’époque moderne, la redécouverte de cette guerre en fit un symbole politique de la lutte contre l’esclavagisme et pour l’émancipation par elles-mêmes des catégories sociales opprimées.

## L’esclavage durant la République romaine
À différents degrés durant l’histoire romaine, l’existence d’une force de travail gratuite sous la forme d’esclaves était un facteur important de l’économie. Les esclaves étaient inclus dans la force de travail romaine de différentes manières, dont l’achat à des marchands étrangers et l’esclavage de populations étrangères par la conquête militaire. Lorsque Rome était lourdement engagée militairement dans ses guerres de conquête aux Ier et IIe siècles av. J.-C., des dizaines voire des centaines d’esclaves étaient importés à la fois dans l’économie romaine. Un nombre limité d’esclaves étaient utilisés comme serviteurs, artisans et assistants personnels, la plupart étant destinés aux mines et aux zones agricoles de Sicile et du sud de l’Italie.
Pour la plupart, les esclaves étaient opprimés et sévèrement traités durant la période républicaine. Sous la loi républicaine, un esclave n’était pas considéré comme une personne, mais comme une propriété. Les propriétaires pouvaient abuser des esclaves, les blesser ou même les tuer sans conséquences légales. Bien qu’il y eût de nombreux grades et types d’esclaves, le plus bas (et le plus fréquent) comprenait les individus qui travaillaient dans les champs et dans les mines, leur vie destinée à de durs travaux physiques.
La forte concentration et l’oppression à laquelle était soumise la population servile conduisit à des révoltes. En 135 et 104 av. J.-C. respectivement, la première et la deuxième guerre servile éclatèrent en Sicile, où un petit groupe de rebelles trouva à chaque occasion des dizaines de milliers de suiveurs désirant échapper à la vie d’oppression d’un esclave de Rome. Bien que ces deux rébellions eussent été considérées comme des désordres civils sérieux par le Sénat romain, et qu'il eût fallu plusieurs années d’intervention militaire directe pour les mater, elles ne furent jamais considérées comme une menace sérieuse pour la République. Le cœur romain de l’Italie n’avait jamais connu de soulèvement d’esclaves, pas plus que les esclaves n’avaient été considérés comme une menace potentielle pour la ville de Rome. Tout cela changea avec la troisième guerre servile.

## Début de rébellion et défaite des armées prétoriennes (73 av. J.-C.)
À l'été de 73 av. J.-C., 300 esclaves gladiateurs de l'école de Lentulus Batiatus complotèrent pour retrouver la liberté, mais furent dénoncés. Prenant les devants, entre 70 et 78 gladiateurs réussirent à s'évader sans armes ni vivres. Après s'être emparés de chariots transportant un stock d'armes destinées à une autre école de Capoue et avoir défait la milice de Capoue, ils ne se dispersèrent pas, mais traversèrent la Campanie en direction de la baie de Naples, où ils furent rejoints par de nombreux travailleurs agricoles — esclaves fugitifs et hommes libres — des latifundia et se réfugièrent sur les pentes du Vésuve. Trois hommes furent élus chefs, Spartacus, Crixus et Œnomaüs. Spartacus, un parmatus de l'armatura thrace (ou un mirmillon selon Florus), et ses compagnons parvinrent à vaincre les quelques gardes régionaux envoyées par la ville de Capoue et complétèrent ainsi leur réserve d'armes. Comme la petite armée commença à organiser des razzias sur les exploitations agricoles de la Campanie, qui était une région de villégiature pour les riches et les personnes influentes à Rome, la rébellion capta rapidement l’attention des autorités. Il fallut du temps à Rome pour réaliser l’ampleur du problème, car cette révolte était plus vue comme une grande vague criminelle, un « raid » ou une « vague de pillage », que comme une rébellion armée.
Rome dépêche en 73 av. J.-C. une force militaire sous autorité prétorienne pour y mettre fin. Un préteur romain, Caius Claudius Glaber, regroupa une force de 3 000 hommes en une milice «choisis à la hâte et au hasard», en raison du regard porté sur la rébellion. De plus, les meilleures légions étaient mobilisées en Espagne avec Pompée et en Asie mineure avec Lucullus. Les forces de Glaber assiégèrent les esclaves au Mont Vésuve, bloquant le seul accès connu à la montagne. Dès lors, Glaber se contenta d’attendre jusqu’à ce que la faim les oblige à se rendre.
Bien que les esclaves manquassent d’entraînement militaire, les forces de Spartacus déployèrent leur ingéniosité à tirer profit des matériaux disponibles sur le terrain, et utilisèrent des tactiques ingénieuses et peu orthodoxes pour affronter les milices romaines. En réponse au siège de Glaber, les hommes de Spartacus fabriquèrent des cordes et des échelles avec les vignes et les arbres qui poussaient sur les pentes du Vésuve et les utilisèrent pour descendre les roches abruptes du côté de la montagne opposé aux forces romaines. Ils contournèrent la base du Vésuve, prirent l’armée romaine à revers, et annihilèrent les hommes de Glaber.
Une deuxième expédition, sous les ordres du préteur Publius Varinius, fut ensuite dépêchée contre Spartacus. Apparemment, Varinius semble avoir séparé ses forces sous le commandement de ses subordonnés Furius et Cossinius. Plutarque mentionne que Furius commandait 2 000 hommes, mais ni le nombre d’hommes restant, ni la composition de cette armée (milice ou légion) n’est connue. Ces forces furent également battues par les esclaves : Cossinius fut tué, Varinius presque capturé, et les équipements des armées saisis. Avec ce succès, de plus en plus d’esclaves rejoignirent Spartacus, de même que de «nombreux pasteurs et paysans de la région», portant ses rangs à 70 000 hommes. Les rebelles passèrent l’hiver de 73 av. J.-C. à armer et à équiper leurs nouvelles recrues, et étendirent leur territoire de pillages pour atteindre les villes de Nola, Nuceria, Thurii et Metapontum. L'historien Salluste mentionne que les esclaves «...au mépris des ordres de leur chef, violèrent les femmes et les filles, puis d’autres (...) ne songèrent qu'au meurtre et au pillage.» Spartacus fut impuissant à empêcher ces excès, malgré des prières réitérées. Par la suite, il fut conscient de la nécessité d'organiser une armée régulière et disciplinée qui pourrait réussir à affronter les puissantes légions.
Les victoires des rebelles eurent leur coût : durant l’un de ces événements, ou probablement durant l’un des raids de l’hiver de 73 av. J.-C., le chef Œnomaüs disparut, sans doute pendant une bataille, et n’est plus mentionné après cette date dans les récits.

## Motivation et commandement des esclaves échappés
Vers la fin de 73 av. J.-C., Spartacus et Crixos étaient à la tête d’une large troupe d’hommes armés, avec une habileté démontrée pour tenir tête aux armées romaines. Ce qu’ils comptaient faire de cette force est quelque peu difficile à déterminer pour les historiens modernes. Puisque la troisième guerre servile se termina par l’échec de la rébellion, il n’existe pas d’information de première main sur les objectifs et motivations des esclaves, et les historiens qui ont écrit sur la guerre ont proposé des théories contradictoires.
Plusieurs récits récents de la guerre prétendent qu’il y avait une division entre factions dans l’armée des esclaves, entre les partisans de Spartacus, qui voulaient s’échapper à travers les Alpes vers la liberté, et ceux qui soutenaient Crixus, et souhaitaient rester dans le sud de l’Italie pour continuer les raids et les pillages. Il s’agit d’une interprétation des événements fondée sur la chose suivante : les régions que Florus rapporte comme étant attaquées par les esclaves incluent les villes de Thurii et Metapontum, qui sont géographiquement très éloignées de Nola et Nuceria. Cela indique l’existence de deux groupes : Lucius Gellius Publicola attaqua finalement Crixus et un groupe de 30 000 hommes qui sont décrits comme étant séparés du groupe principal commandé par Spartacus ; Plutarque décrit le souhait d’une partie des esclaves fugitifs de piller l’Italie, plutôt que d’échapper à travers les Alpes. Bien que cette division en factions ne soit pas contredite par les sources classiques, il ne semble pas y avoir de preuve directe pour l’appuyer.
La fiction, telle que décrite par le film de Stanley Kubrick réalisé en 1960, Spartacus, fait de celui-ci un combattant pour la liberté, ou encore par le livre d'Arthur Koestler, luttant pour changer une société romaine corrompue et décidé à mettre fin à l’esclavage institutionnel. Cela n’est pas contredit par les historiens classiques, mais il n’y a pas non plus de récit historique qui mentionne que le but des esclaves rebelles eût été de mettre fin à l’esclavage dans la République, pas plus qu’aucun des actes de Spartacus ne semble avoir été spécifiquement accompli dans le but d’en finir avec l’esclavage. En revanche, les historiens modernes rejettent cette interprétation.
Même les historiens classiques, qui écrivirent seulement quelques années après les faits, semblent être divisés sur l’explication des motifs de Spartacus. Appien et Florus écrivent qu’il tenta de marcher sur Rome, bien qu’il ne s’agisse probablement que du reflet de la peur des Romains. Si Spartacus pensa réellement à prendre Rome, c’est un but qu’il a dû abandonner ensuite. Plutarque écrit que Spartacus voulait seulement échapper vers la Gaule cisalpine et disperser ses hommes pour qu’ils rejoignissent leurs foyers d’origine.
Il n’est pas certain que les esclaves fussent un groupe homogène sous le commandement de Spartacus. Bien qu’il s’agisse d’une présomption tacite des historiens romains, il se peut qu’il s’agisse de leur part d’une projection de leur modèle de hiérarchie militaire de prises de décision sur l’organisation ad hoc des esclaves. Il est certain que d’autres chefs des esclaves sont mentionnés (Crixus, Œnomaüs), et nous ne sommes pas en mesure de dire à partir des preuves historiques s’ils étaient des alliés, des subordonnés ou même s’ils commandaient leurs propres groupes et voyageaient en convoi avec les hommes de Spartacus.

## Défaite des armées consulaires (72 av. J.-C.)
Au printemps de 72 av. J.-C., les esclaves fugitifs abandonnèrent leur campement d’hiver et commencèrent à se déplacer vers le nord, en direction de la Gaule cisalpine.
Le Sénat romain, alarmé par l’ampleur de la révolte et la défaite des armées prétoriennes de Glaber et de Varinius, dépêcha deux légions consulaires sous le commandement de Lucius Gellius Publicola et de Cnaeus Cornelius Lentulus Clodianus. Au début, les armées consulaires connurent des succès. Gellius engagea le combat contre un groupe d’environ 30 000 esclaves commandés par Crixus, près du mont Gargano et tua les deux tiers des rebelles, dont Crixus lui-même.
À ce moment de l’histoire, il existe une divergence dans les sources classiques sur le cours des événements, qui ne peut pas être réduite, jusqu’à l’entrée en guerre de Marcus Licinius Crassus. Les deux récits les plus complets de la guerre, selon Appien et selon Plutarque, rapportent des événements très différents. Aucun récit ne contredit directement l’autre, mais chacun rapporte des événements distincts, ignorant les événements de l’autre récit.

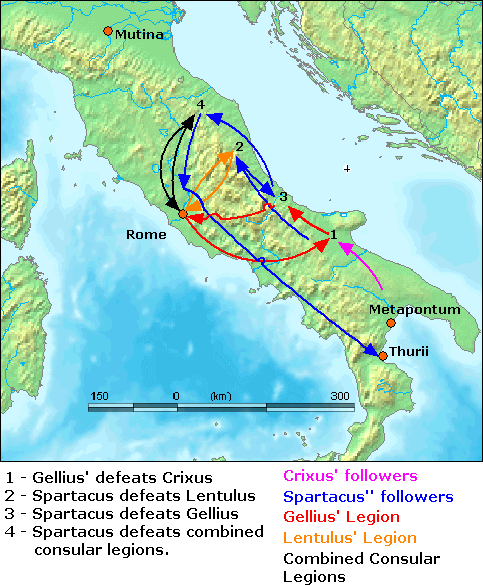
Défaite des armées consulaires selon Appien

### Le récit d’Appien
Selon Appien, la bataille entre les légions de Gellius et les hommes de Crixus près du Mont Garganus fut le début d’une série longue et complexe de manœuvres militaires qui faillirent provoquer un assaut direct des forces de Spartacus sur la ville de Rome.
Après sa victoire sur Crixus, Gellius se déplaça vers le nord, suivant le principal groupe d’esclaves commandés par Spartacus, qui se dirigeait vers la Gaule cisalpine. L’armée de Lentulus était déployée pour barrer la route à Spartacus, et le consul espérait pouvoir coincer les esclaves rebelles entre les deux armées. L’armée des esclaves rebelles rencontra la légion de Lentulus, la battit, se retourna, et détruisit l’armée de Gellius, obligeant les légions romaines à une retraite désordonnée. Appien prétend que Spartacus exécuta 300 soldats romains capturés pour venger la mort de Crixus, en les obligeant à combattre à mort les uns contre les autres comme des gladiateurs. Après sa victoire, Spartacus poursuivit vers le nord avec ses partisans (environ 120 000), le plus rapidement possible, “ayant brûlé tout le matériel inutile, tué tous ses prisonniers, et abattu toutes les bêtes de somme pour accélérer son déplacement".
Les armées consulaires vaincues retournèrent à Rome pour se regrouper pendant que les partisans de Spartacus se déplaçaient vers le nord. Les consuls engagèrent de nouveau la bataille quelque part dans la région du Picenum, et furent vaincus une nouvelle fois.
Appien prétend qu’à ce moment Spartacus modifia son intention de marcher sur Rome, ce qui implique que c’était le but de Spartacus à la suite de la confrontation dans le Picenum. « Il ne se considérait pas prêt encore pour ce genre de combat, puisque ses forces n’étaient pas convenablement armées, puisque aucune ville ne l’avait rejoint, seulement des esclaves, des déserteurs, et la chiourme ». Il décida donc de se retirer de nouveau vers le sud de l’Italie. Ils prirent la ville de Thurii et la campagne environnante, s’armèrent, pillèrent les territoires alentour, échangèrent leurs butins contre du bronze et de l’acier avec des marchands (dans le but de fabriquer davantage d’armes), et affrontèrent occasionnellement les forces romaines, lesquelles étaient chaque fois invariablement battues.

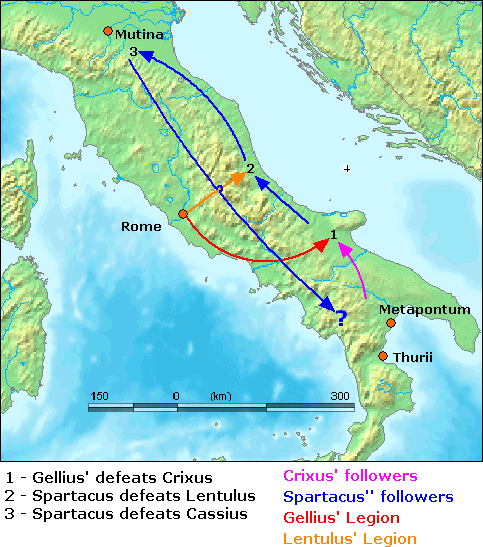
Défaite des armées consulaires selon Plutarque

### Le récit de Plutarque
La description des événements par Plutarque diffère de celle d’Appien de façon significative.
Selon Plutarque, après la bataille entre la légion de Gellius et les hommes de Crixus (que Plutarque décrit comme des “Germains”) près du Mont Garganus, les hommes de Spartacus engagèrent le combat contre la légion commandée par Lentulus, les vainquirent, se saisirent de leurs provisions et équipement, et se dirigèrent directement vers le nord de l’Italie. Après cette défaite, les deux consuls furent relevés du commandement de leurs armées par le Sénat romain et rappelés à Rome. Plutarque ne mentionne pas du tout que Spartacus ait affronté la légion de Gellius, ni qu’il ait affronté les deux légions dans la région du Picenum.
Plutarque détaille ensuite un conflit qu’Appien ne mentionne pas dans son récit. L’armée de Spartacus aurait continué vers le nord jusqu’à la région de Mutina (aujourd’hui Modène). Là, une armée romaine de 10 000 soldats, commandée par le gouverneur de Gaule cisalpine Gaius Cassius Longinus tenta de barrer la route à l’armée de Spartacus et fut également vaincue.
Plutarque ne fait plus référence à aucun événement jusqu’à la confrontation initiale entre Marcus Licinius Crassus et Spartacus au printemps de 71 av. J.-C., omettant la marche sur Rome et la retraite à Thurii décrite par Appien. Cependant, comme Plutarque écrit que Crassus força les partisans de Spartacus à se retirer vers le sud depuis Picenum, on peut supposer que les rebelles approchèrent Picenum depuis le sud au début de 71 av. J.-C., ce qui implique qu’ils se soient retirés de Mutina pour passer l’hiver dans le centre ou le sud de l’Italie.
Le motif de ce retrait vers le sud n’est pas expliqué, alors qu’il n’y avait apparemment aucune raison pour eux de ne pas s’échapper à travers les Alpes (le but de Spartacus selon Plutarque).

## La guerre sous Crassus (71 av. J.-C.)
Malgré les contradictions des sources classiques sur les événements de 72 av. J.-C., il semble y avoir un accord général sur le fait que Spartacus et ses partisans étaient dans le sud de l’Italie au début de 71 av. J.-C.

### Crassus prend le commandement des légions
Le Sénat, à présent alarmé par la rébellion apparemment impossible à contenir qui secoue l’Italie, donne à Marcus Licinius Crassus la tâche de réprimer la révolte. Crassus avait été préteur en 73 av. J.-C., et bien qu’il soit connu pour ses alliances politiques et familiales, il n’avait pas la réputation d'un militaire.
On lui attribua six nouvelles légions en plus des deux légions consulaires de Gellius et Lentulus, c’est-à-dire au total une armée d’environ 40 000 à 50 000 soldats romains entraînés. Crassus traita ses légions avec une discipline âpre, parfois brutale, réactivant le châtiment de décimation de l’unité au sein de l’armée. Appien n’est pas sûr qu’il ait décimé les deux légions consulaires pour lâcheté lorsqu’il fut nommé leur commandant, ou s’il décima son armée entière lors d’une défaite ultérieure (un événement durant lequel près de 4 000 légionnaires auraient été exécutés). Plutarque ne fait mention que de la décimation de 50 légionnaires d’une cohorte comme châtiment après la défaite de Mummius lors de la première confrontation entre Crassus et Spartacus. Indépendamment de ce qui se produisit réellement, le traitement des légions par Crassus démontra « qu’il était plus dangereux pour elles que l’ennemi », et les stimula pour obtenir la victoire plutôt que de courir le risque de mécontenter leur commandant.

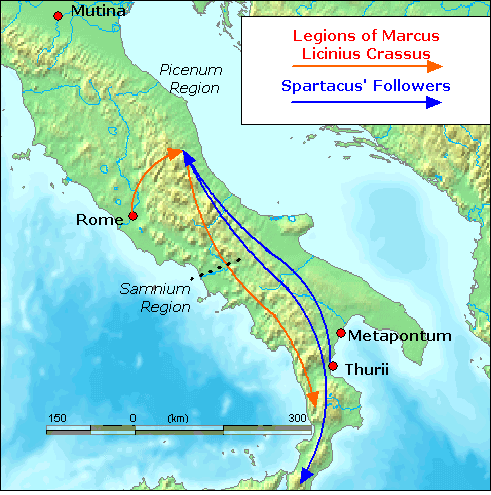
Les combats entre Crassus et Spartacus

### Les légions de renfort arrivent: fin de la guerre
Les sources divergent pour savoir si Crassus avait demandé du renfort, ou si le Sénat profita seulement du retour de Pompée en Italie. Ce qu'il y a de certain, c’est qu'on ordonna à Pompée d’éviter Rome et de se diriger vers le sud pour prêter main-forte à Crassus. Le Sénat envoya également des renforts sous le commandement de « Lucullus », qu’Appien pensait par erreur être Lucius Licinius Lucullus, commandant des forces engagées à l’époque dans la troisième guerre de Mithridate, mais qui était en réalité Marcus Terentius Varro Lucullus, frère du précédent et proconsul de Macédoine. Comme les légions de Pompée marchaient depuis le nord, et que les troupes de Lucullus débarquaient à Brundisium, Crassus réalisa que s’il ne mettait pas rapidement un terme à la révolte des esclaves, le crédit de la victoire reviendrait au général qui arriverait avec des renforts, et donc il poussa ses légions pour mettre fin au conflit.
À l’annonce de l’approche de Pompée, Spartacus tenta de négocier avec Crassus pour achever rapidement le conflit avant l’arrivée des renforts romains. Lorsque Crassus refusa, une partie des forces de Spartacus rompit le confinement et s’échappa vers les montagnes à l’est de Petelia (actuellement Strongoli) dans le Bruttium (Calabre moderne), avec les légions de Crassus à sa poursuite. Les légions parvinrent à atteindre une partie des rebelles (commandés par Gannicus et Castus) isolés de l’armée principale, et tuèrent 12 300 hommes,. Cependant, les légions de Crassus subirent également des pertes, lorsqu'une partie des esclaves échappés se retournèrent pour affronter les forces romaines qui étaient sous le commandement d’un officier de cavalerie nommé Lucius Quinctius et du questeur Gnaeus Tremellius Scrofa, et les battirent. Les esclaves rebelles n’étaient cependant pas une armée professionnelle, et avaient atteint leur limite. Ils ne voulaient plus fuir plus loin, et des groupes d’hommes se séparaient de l’armée principale pour attaquer indépendamment les légions de Crassus qui approchaient. Comme la discipline se perdait, Spartacus retourna son armée et porta toutes ses forces pour affronter les légions qui venaient à sa rencontre. Les forces de Spartacus furent alors complètement battues à la bataille du Silarus, l’immense majorité des hommes furent tués sur le champ de bataille. Le destin final de Spartacus lui-même est inconnu, puisque son corps ne fut jamais retrouvé, mais les historiens considèrent qu’il périt dans la bataille avec ses hommes.

## Conséquences

### Bénéficiaires politiques

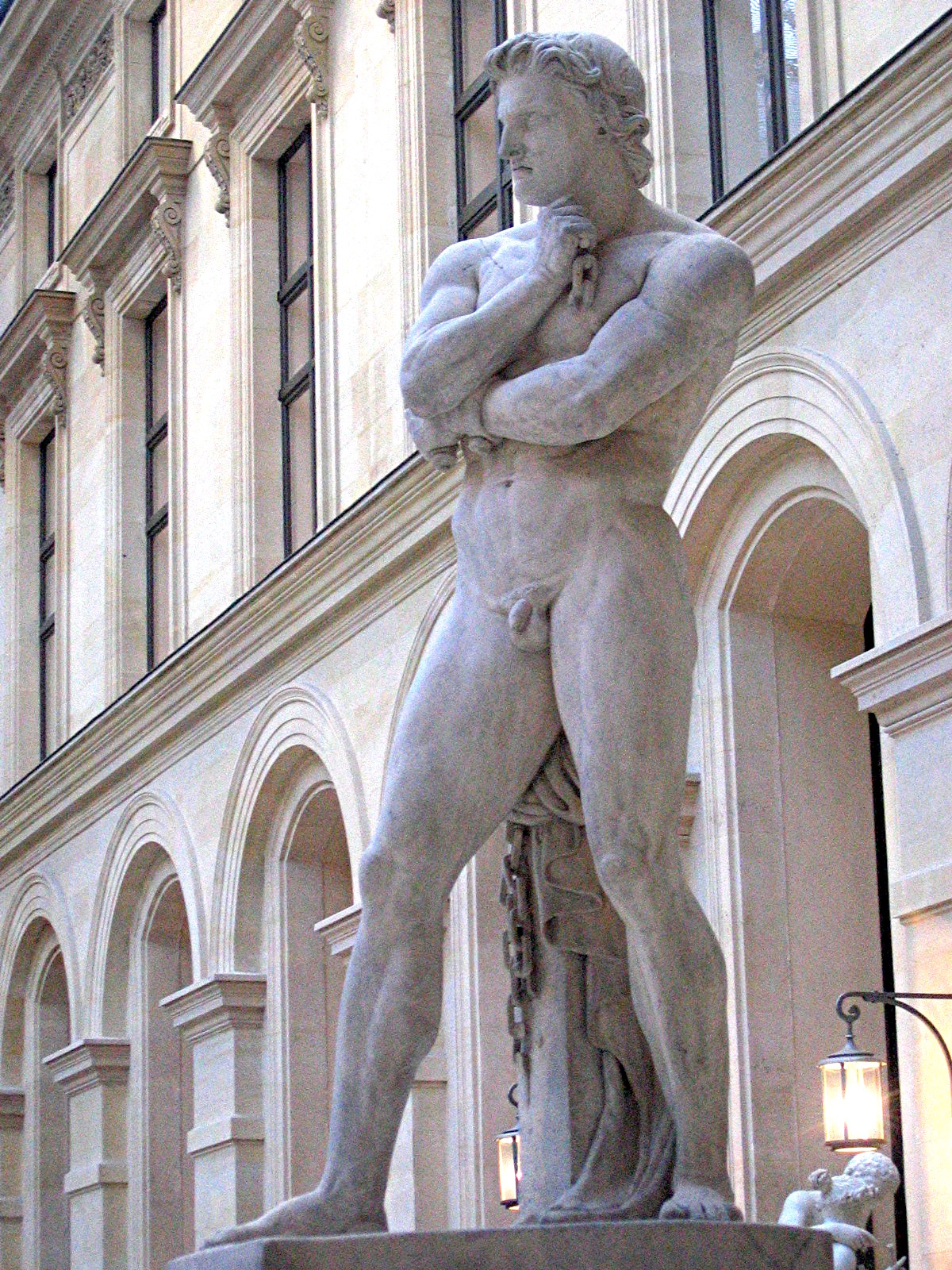
Statue de Spartacus au musée du Louvre

La rébellion de la troisième guerre servile fut anéantie par Crassus.
Les forces de Pompée n’engagèrent jamais le combat avec les forces de Spartacus, mais ses légions qui venaient du nord capturèrent 5 000 rebelles qui fuyaient la bataille, « qu’il fit tous tuer »,. À cause de cela, Pompée envoya un message au Sénat, disant que si Crassus avait certainement vaincu les gladiateurs durant la bataille ouverte, lui-même avait terminé la guerre. Il réclamait ainsi une large part du crédit de la victoire, et gagna à cette occasion l’hostilité de Crassus.
Alors que la plupart des esclaves avaient été tués sur le champ de bataille, environ 6 000 survivants furent capturés par les légions de Crassus. Ils furent tous crucifiés le long de la route de Rome à Capoue.
Pompée et Crassus récoltèrent les bénéfices politiques d’avoir mis un terme à la rébellion. Ils retournèrent tous deux à Rome avec leurs légions et refusèrent de les renvoyer. À la place, il les firent camper en dehors de Rome. Comme il ne s'agissait pas d'une guerre déclarée, Crassus se vit refuser le triomphe. Les deux hommes se présentèrent au consulat en -70, alors que Pompée était inéligible en raison de son âge et qu’il n’avait jamais servi comme préteur ou questeur. Cependant, les deux hommes furent élus consuls la même année en partie en raison de la menace implicite de leurs légions campant hors de la ville.

### Effets sur l'esclavage à Rome
Les effets de la troisième guerre servile sur l’attitude des Romains envers l’esclavage sont difficiles à déterminer. Il est certain que la révolte a eu un impact sur le peuple romain, qui « après une telle frayeur semblait commencer à traiter les esclaves moins sévèrement qu’auparavant ». Les riches propriétaires terriens commencèrent à réduire l’usage d’esclaves agricoles, et optèrent pour employer les larges groupes d’hommes libres sans possessions. À la fin de la guerre des Gaules menée par Jules César en 52 av. J.-C., les conquêtes majeures des Romains cessèrent jusqu’au règne de l’empereur Trajan (98 à 117), et par conséquent l’approvisionnement en esclaves bon marché cessa également, ce qui amena à employer les hommes libres pour cultiver les terres agricoles.
Le statut légal et les droits des esclaves romains commencèrent également à changer. Au temps de l’empereur Claude (41-54), une constitution fut rédigée, convertissant en meurtre le fait de tuer un esclave vieux ou infirme, et décrétant que si les esclaves en question étaient abandonnés par leurs propriétaires, ils devenaient libres. Sous Antonin le Pieux (138-161), les droits légaux des esclaves furent augmentés, faisant des propriétaires les responsables des meurtres des esclaves, obligeant à la vente des esclaves lorsqu’il était possible de démontrer qu’ils avaient été maltraités, et fournissant une tierce partie (théoriquement) neutre à laquelle n’importe quel esclave pouvait faire appel. Comme ces changements législatifs se produisirent beaucoup trop longtemps après pour être des résultats directs des guerres serviles, ils représentent la codification légale du changement progressif d’attitude des Romains envers l’esclavage durant des décennies.
Il est difficile de déterminer dans quelle mesure les événements de cette guerre contribuèrent aux changements d’attitude et aux changements légaux envers les esclaves. Il semble que la fin des guerres serviles ait coïncidé avec l’époque de plus grande utilisation par Rome des esclaves, et du début d’une nouvelle perception de l’esclave dans la société et la loi romaine. La troisième guerre servile fut la dernière guerre servile, et Rome ne connut plus aucun soulèvement d’esclaves de ce type.

### Sources
- Florus, Abrégé d'Histoire romaine livre III, XXI.
- Appien, Guerres civiles livre I, 116 à 120).
- Jean Guiloineau, Spartacus, la révolte des esclaves, éd. Hors Commerce, Paris, 2005.
- (en) K. R. Bradley, Slavery and rebellion in the Roman world, 140-70 BC, Braintree, Batsford, 1990, 186 p. (ISBN 978-0-713-46561-7, OCLC 21226508)

- (en) Cet article est partiellement ou en totalité issu de l’article de Wikipédia en anglais intitulé « Third Servile War » (voir la liste des auteurs)